# 似雕滑面蟹
似雕滑面蟹（学名：Etisus anaglyptus）为扇蟹科滑面蟹属的动物。分布于日本、澳大利亚、斯里兰卡、印度、波斯湾、红海以及中国大陆的广西、西沙群岛等地，生活环境为海水，常见于潮下区岩石块下。